# Erector Set

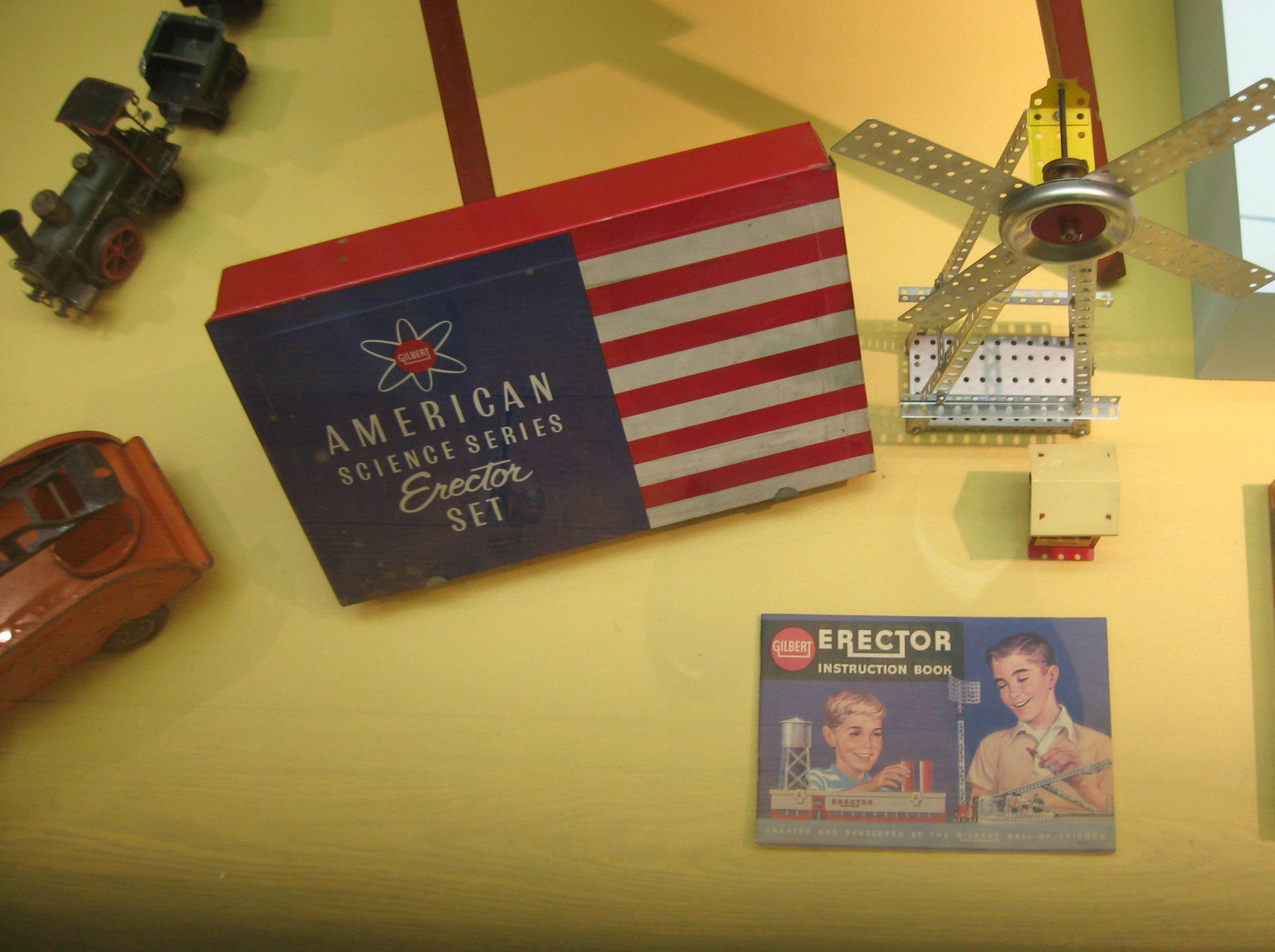
Museum of the City of New York

Erector Set är en metalleksaks-byggsats som ursprungligen patenterades av AC Gilbert Company i New Haven, som ligger i delstaten Connecticut i USA.
Leksaken patenterades 1913, The Erector Set uppfanns av AC Gilbert 1911, och tillverkades av A. C. Gilbert Company vid Erector Square i New Haven, fram till den dag 1967 då företaget gick i konkurs. Företaget Gabriel i Lancaster, Pennsylvania köpte sedan namnet, och fortsatte tillverka identiska set under 1970- och 80-talen.

### Fotnoter
1. ↑   Erector set, Answers.com, http://www.answers.com/topic/erector-set,  ”1913 patented”.